# Stomp fonteinkruid
Stomp fonteinkruid (Potamogeton obtusifolius) is een overblijvende, ondergedoken waterplant die behoort tot de fonteinkruidfamilie (Potamogetonaceae). De soort staat op de Nederlandse Rode Lijst van planten als vrij zeldzaam en matig afgenomen. De plant komt van nature voor in Noord-, West- en Midden-Europa, Siberië en Noord-Amerika. Het aantal chromosomen is 2n = 26.
De plant wordt 30 - 90 cm lang en heeft geen wortelstok. De vertakte, 0,2 - 1 mm dikke stengel is aan de bovenzijde duidelijk afgeplat met afgeronde zijden. De ondergedoken, roodachtige of donkergroene, lijnvormige, weinig doorschijnende, 0,6 - 1,8 cm lange en 2 - 3 mm brede, zittende bladeren hebben een breed afgeronde top en zijn zeer kort stekelpuntig. Ze hebben vaak een olieachtige glans en vijf, maar soms ook drie, hoofdnerven. De buitenste zijnerven zijn bij de top met de middennerf verbonden. De binnenste zijnerven zijn, als ze aanwezig zijn, ver onder de top met de buitenste verbonden. Soms drijven de bovenste bladeren op het water. De 0,5 - 2 cm lange, meestal iets afstaande, vliezige steunblaadjes zijn tot de voet vrijstaand. De plant vormt veel eindstandige, zachte, 3,5 - 7,8 cm lange en 2,3 - 5,1 mm brede turions.

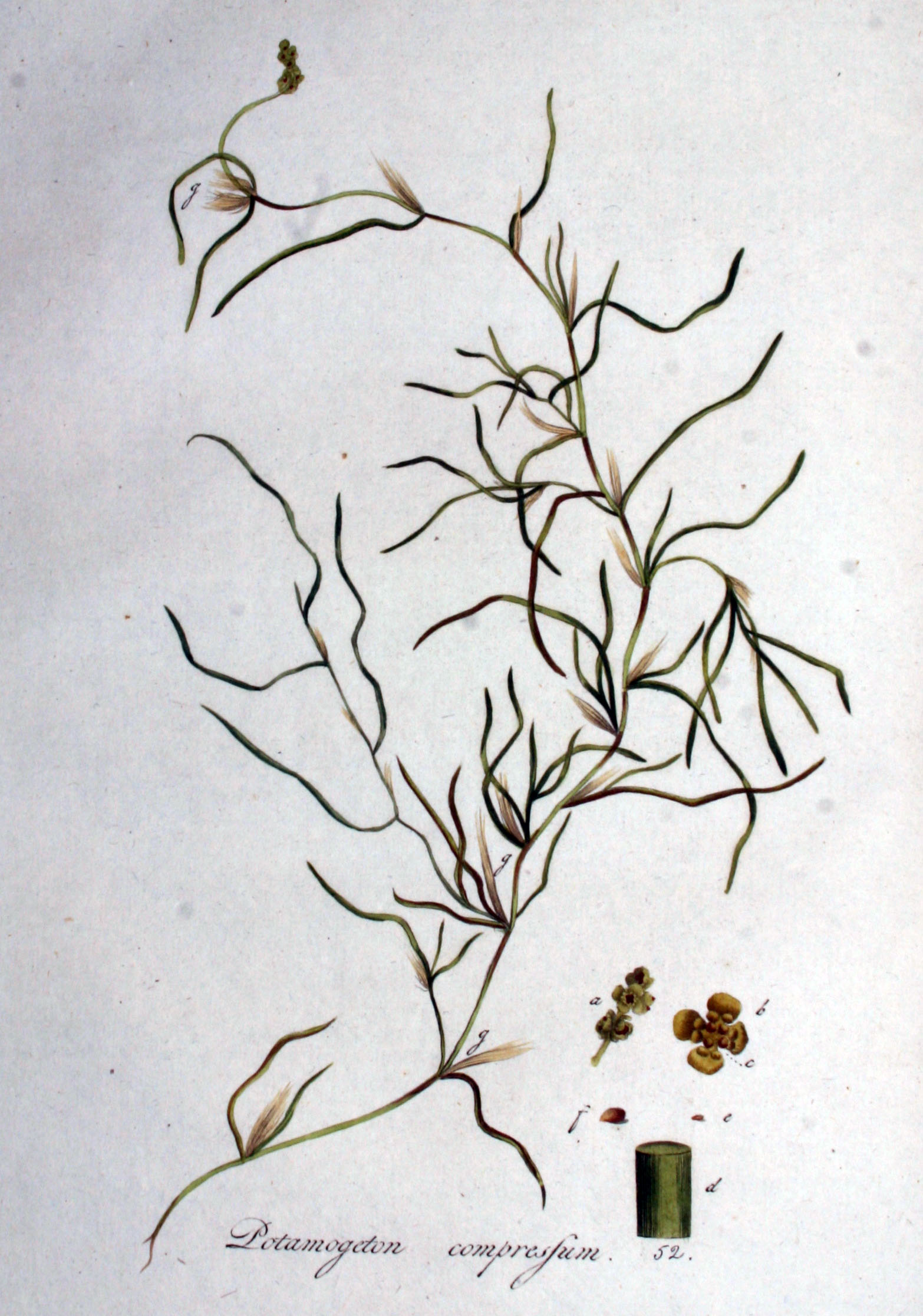
Stomp fonteinkruid

De plant bloeit van juni tot in augustus met groene bloemen aan een 1 - 1,5 cm lange bloemstengel met een 0,8 - 1,9 cm lange aar. De aar is dicht bezet met 6 - 8 of meer bloemen. De bloemen hebben vier kroonbladen en vier meeldraden.
Er zijn meestal vier, olijfgroene tot bruine, eivormige vruchtjes per bloem. De vrucht is een 3 - 4 mm lange en 1,7 - 2,4 mm brede steenvrucht met een rechte, 0,8 - 1 mm lange snavel en aan de voet van de buikzijde zit al of niet een kiel. Het kiempje heeft de vorm van een spiraal.
De plant komt voor in zoet, stilstaand, meestal ondiep, matig voedselrijk water. 

## Namen in andere talen
- Duits: Stumpfblättriges Laichkraut
- Engels: Blunt-leaved Pondweed, Bluntleaf Pondweed
- Frans: Potamot à feuilles obtuses